# NORAID
Noraid („Irish Northern Aid Committee“) ist eine US-amerikanische Organisation, die 1970 von den IRA-Veteranen Michel Flannery, Jack McCarthy und John MacGowan in New York gegründet wurde.
Vor dem Hintergrund der Bürgerrechtsbewegung in Nordirland vereinigte die Organisation Mitglieder aus zahlreichen Vereinen von Irischamerikanern mit dem Ziel, die katholisch-nationalistischen Iren in Nordirland zu unterstützen. Dazu wurden zum einen umfangreiche Spendensammlungen organisiert, zum anderen ging es darum, die amerikanische Öffentlichkeit und Politik im Sinne der republikanischen Bewegung zu beeinflussen. Während Noraid selbst stets erklärte, ausschließlich zu humanitären Zwecken, insbesondere zur Unterstützung der republikanischen Häftlinge, Geld zu sammeln, bestehen kaum Zweifel, dass die Organisation auch den Kauf von Waffen für die IRA zumindest indirekt finanzierte.
In den ersten Jahren schickte die Organisation 600.000 US-Dollar pro Jahr nach Nordirland, während des Hungerstreiks von 1981 stieg diese Summe auf bis zu 800.000, um sich anschließend bei rund 300.000 Dollar pro Jahr einzupendeln.
Noraid unterstützte das Karfreitagsabkommen von 1998 und widmet sich seitdem hauptsächlich der politischen Unterstützung der Sinn Féin in Amerika.